# Zeche Vereinigte Girendelle
Die Zeche Vereinigte Girendelle ist ein ehemaliges Steinkohlenbergwerk in Essen-Stadtwald-Baldeney. Die Zeche war auch unter dem Namen Zeche Vereinigte Girondelle oder Zeche Vereinigte Gyrendelle bekannt und ist bereits vor 1780 durch eine Aufteilung der Zeche Gierendelle in vier eigenständige Bergwerke entstanden.

## Geschichte

### Die Anfänge
Im Jahr 1780 wurde die Belehnung an Landrichter Müller & Consorten erteilt. Die Belehnung wurde auf ein Flöz mit einer Mächtigkeit von 1 1/2 Fuß erteilt. Im Jahr 1792 erfolgte die Verleihung der Berechtsame. Ende des 18. Jahrhunderts hatte das Bergwerk einen Rechtsstreit mit der Zeche Duvenkampsbank aufgrund unklarer Berechtsamsverhältnisse. Ab 1802 war das Bergwerk in Betrieb und wurde im Stollenbetrieb geführt. Betriebsführer des Bergwerks war zu diesem Zeitpunkt Heinrich Wiese. Der Stollen befand sich an der Freiherr-vom-Stein-Straße.

### Die weiteren Jahre
Im Jahr 1807 war der Tagetrieb 3 in Förderung, 1809 kam außerdem der Tagetrieb 4 dazu. Im Jahr 1811 waren die Tagetriebe 2 und 4 in Förderung. Am 30. März 1820 erfolgte die erste Stilllegung der Zeche. Etwa acht Jahre später, am 2. Januar 1828, erfolgte die Wiederinbetriebnahme. Im selben Jahr wurde das Bergwerk mit 30 Aktien eines der Gründungsmitglieder der Aktiengesellschaft Essen-Werdenschen Steinkohlenhandlung. Ab Ende Oktober 1844 wurde das Bergwerk in Fristen gesetzt. Ab dem Jahr 1865 wurde das Bergwerk außer Betrieb genommen. Die Berechtsame wurde später zur Essener Steinkohlenbergwerke AG (Vereinigte Pörtingsiepen) zugeschlagen.

## Förderung und Belegschaft
Die ersten Förderzahlen des Bergwerks stammen aus dem Jahr 1802, es wurden 24 Ringel Steinkohle pro Tag abgebaut. Im Jahr 1830 wurden mit 35 Bergleuten 133.347 Scheffel Steinkohle abgebaut. Im Jahr 1834 waren 54 Bergleute auf der Zeche beschäftigt. Im Jahr 1836 wurden 27.087 1/4 preußische Tonnen gefördert. Im Jahr 1838 Förderanstieg auf rund 8000 Tonnen. Die letzten bekannten Förderzahlen des Bergwerks stammen aus dem Jahr 1842, es wurden 23.455 preußische Tonnen Steinkohle abgebaut. Die letzten bekannten Belegschaftszahlen des Bergwerks stammen aus dem Jahr 1858, in diesem Jahr waren 16 Bergleute auf dem Bergwerk beschäftigt.

## Sonstiges
Im Jahr 1930 wurden bei Bauarbeiten des Baldeneysees, westlich der Zeche Carl Funke, zwei Stollen der Zeche Vereinigte Girendelle freigelegt. Die Stollen befanden sich in einem gut erhaltenen Zustand.